# Décès en mars 1915
Décès
- 1911
- 1912
- 1913
- 1914
- 1915
- 1916
- 1917
- 1918
- 1919

Pour une information complémentaire, voir la page d'aide.

| Date    | Nom            | Pays                 | Activités             | Âge | Source |
| ------- | -------------- | -------------------- | --------------------- | --- | ------ |
| 17 mars | André François | Drapeau de la France | Footballeur français. | 29  |        |